# Oscar Temaru
Oscar Temaru (ur. 1 listopada 1944 w Faaa, Tahiti) – polinezyjski polityk, czterokrotny prezydent (szef rządu) Polinezji Francuskiej, w 2004, w latach 2005–2006, 2007–2008 oraz od 12 lutego 2009 do 24 listopada 2009. Lider proniepodległościowej partii Tāvini Huiraʻatira (Sługa Ludu).

## Młodość
Oscar Temaru kształcił się na mieście Faaa oraz Papeete w szkołach katolickich.
Duży wpływ na jego poglądy polityczne miał Jean-Marie Tjibaou, filozof i działacz polityczny, który został zamordowany w Nowej Kaledonii w 1989.
W 1961 Temaru wstąpił na trzy lata do francuskiej floty i wziął udział w wojnie o niepodległość Algierii. Po powrocie do Polinezji Francuskiej zdał egzamin i został urzędnikiem podatkowym na Tahiti. Pracował na tym stanowisku do 1983.

## Działalność polityczna
W latach 70. Temaru prowadził głośną kampanię przeciw przeprowadzaniu przez Francję testów nuklearnych na polinezyjskich atolach Mururoa i Fangataufa.
W 1977 założył własną partię polityczną, Front Wyzwolenia Polinezji. W 1983 ugrupowanie zmieniło nazwę na Tāvini Huiraʻatira (Partia Sługa Ludu). W tym samym roku Temaru został wybrany merem Faaa i funkcję tę sprawował do 2004.
W wyborach w 1985 partia Tāvini Huiraʻatira uzyskała 2 mandaty w Zgromadzeniu Terytorialnym, w 1991 4 mandaty, 11 w 1996, 13 w 2004. W wyborach w maju 2004 partia uformowała wraz z innymi czterema ugrupowaniami koalicję Unia na rzecz Demokracji. Koalicja wygrała wybory, zdobywając 28 miejsc w 57 osobowym zgromadzeniu.

## Prezydent 2004
15 czerwca 2004 Oscar Temaru został wybrany nowym szefem rządu. Program jego koalicyjnego gabinetu obejmował podniesienie minimalnego wynagrodzenia za pracę, wprowadzenie dnia pracy rozpoczynającego się nie wcześniej niż o godzinie 9.00, poprawę działania służb opieki społecznej, polityczną decentralizację, reformę edukacji oraz rewizję nowego statusu autonomicznego Polinezji Francuskie po uznaniu jej w marcu 2004 za zbiorowość zamorską Francji. Gabinet zobowiązał się do niepodejmowania żadnych gwałtownych działań prowadzących do niepodległości.

### Kryzys polityczny 2004
9 października 2004 parlament przegłosował wotum nieufności wobec gabinetu Temaru stosunkiem głosów 29 do 28. Wniosek o wotum nieufności został wysunięty przez lidera opozycji i partii Tāhōʻēraʻa Huiraʻatira Gastona Flosse po tym, jak Temaru zarządził audyt działań poprzedniego rządu, którym kierował Flosse.
W wyniku upadku gabinetu Temaru w Polinezji Francuskiej doszło do poważnego kryzysu politycznego. Koalicja Temaru sprzeczała się z partią Flosse o wybór nowego szefa rządu. Ostatecznie 22 października Zgromadzenie Terytorialne wybrało nowym szefem rządu Gastona Flosse.
Wcześniej, 15 października Oscar Temaru zaapelował o przeprowadzenie nowych wyborów do parlamentu. Poparło go ponad 20 tysięcy mieszkańców wysp, którzy 16 października 2006 przemaszerowali w wiecu w Papeete.
15 listopada 2004 Rada Państwa (francuski Najwyższy Sąd Administracyjny) przychyliła się do wniosku Temaru, unieważniając wynik wyborczy w dwóch dystryktach, gdzie różnica głosów była minimalna.

## Prezydent 2005-2006
13 lutego 2005 w Polinezji Francuskiej odbyły się wybory uzupełniające, które Koalicja na rzecz Demokracji ponownie wygrała. 3 marca 2005 Oscar Temaru został ponownie wybrany przez parlament prezydentem Polinezji Francuskiej.
13 grudnia 2006 Zgromadzenie Terytorialne Polinezji Francuskiej po raz drugi przegłosowała wotum nieufności wobec rządu Temaru. Bezpośrednim powodem były protesty społeczne przeciw ogólnej sytuacji na wyspach i wzroście kosztów utrzymania. 26 grudnia 2006 nowym szefem rządu został wybrany Gaston Tong Sang.

## Prezydent 2007-2008
W lipcu 2007 Gaston Tong Sang został ostro skrytykowany przez byłego polinezyjskiego prezydenta Gastona Flosse. Flosse, również należący do tej samej partii, zarzucił mu zbytnią uległość wobec mniejszych partii koalicyjnych i w rezultacie ignorowanie potrzeb własnej formacji.
Flosse nawiązał taktyczne porozumienie z Oscarem Temaru, który skierował do parlamentu wniosek o wotum nieufności wobec gabinetu Tong Sanga. Przeciwko Tong Sangowi opowiedziała się także część partii Tāhōʻēraʻa Huiraʻatira i wezwała go do samodzielnej rezygnacji ze stanowiska.
Wskutek odmowy ze strony prezydenta, 31 sierpnia 2007 parlament większością głosów przegłosował wotum nieufności wobec gabinetu Tong Sanga. 14 września 2007 parlament wybrał na nowego szefa rządu Oscara Temaru. W ten sposób Temaru zasiadł na tym stanowisko po raz trzeci w ciągu 3 lat.
Z powodu reformy francuskiego systemu wyborczego w listopadzie 2007, w styczniu i lutym 2008 w Polinezji Francuskiej odbyły się wcześniejsze wybory parlamentarne. Partia Temaru zdobyła w nich 20 mandatów w 57-osobowym Zgromadzeniu. 23 lutego 2008 Temaru udzielił poparcia Gastonowi Flosse, który dzięki temu został wybrany nowym szefem rządu. Flosse uzyskał 29 głosów w czasie głosowania w Zgromadzeniu, podczas gdy jego rywal Gaston Tong Sang 27 głosów.

## Prezydent 2009
8 lutego 2009 urzędujący prezydent Gaston Tong Sang zrezygnował z urzędu prezydenta Polinezji Francuskiej, by uniknąć konstruktywnego wotum nieufności przeciw jego rządowi, zapowiedzianego przez opozycję. 12 lutego 2009 parlament nowym szefem rządu wybrał Oscara Temaru. W drugiej rundzie głosowania pokonał on Tong Sanga stosunkiem głosów 37 do 20.
24 listopada 2009 parlament uchwalił konstruktywne wotum nieufności wobec rządu Temaru, powołując jednocześnie na stanowisko nowego szefa rząd Gastona Tong Sanga. Wniosek ten uzyskał poparcie 29 z 57 deputowanych.